# 津軽平野

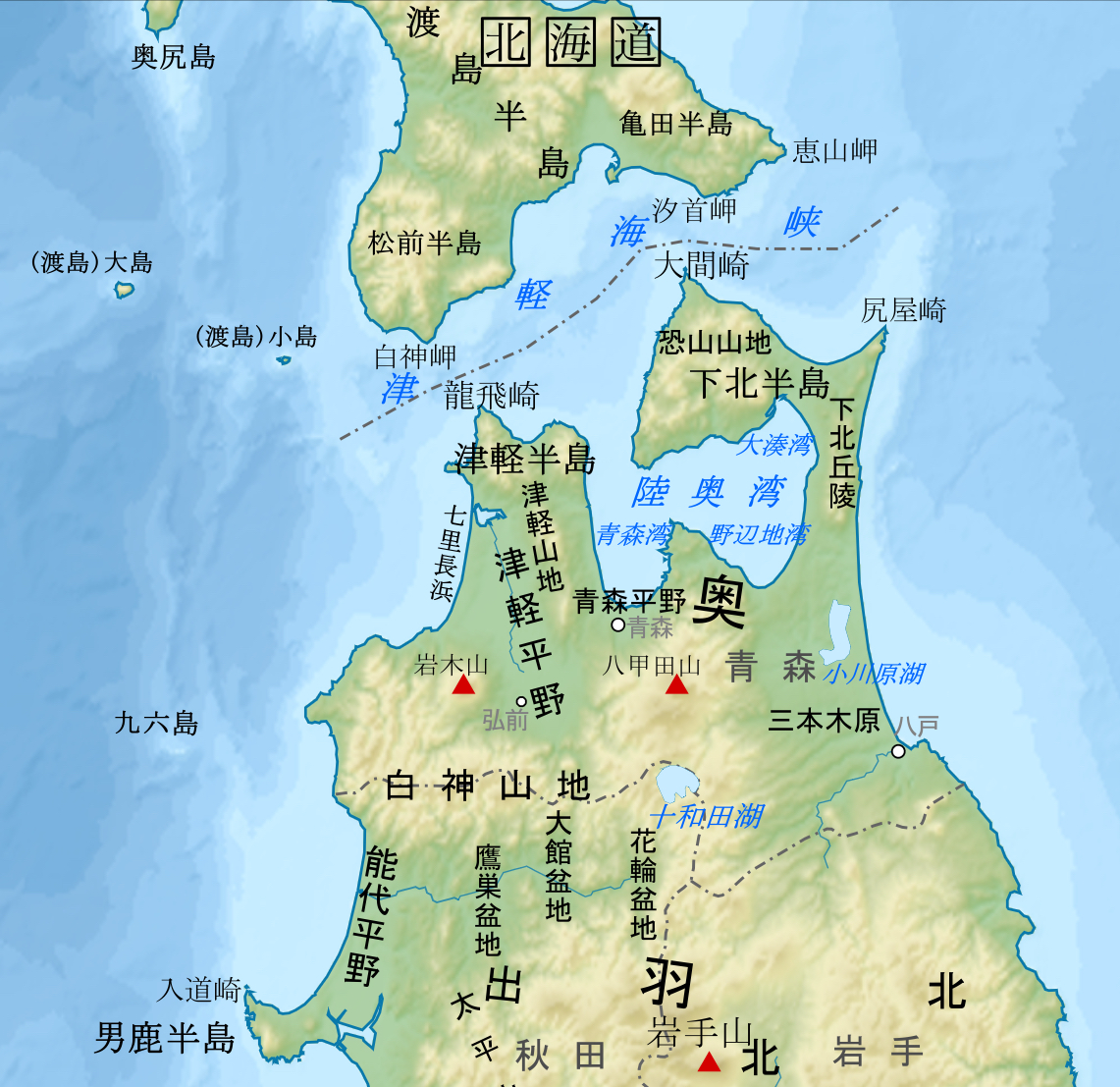
津軽平野の位置

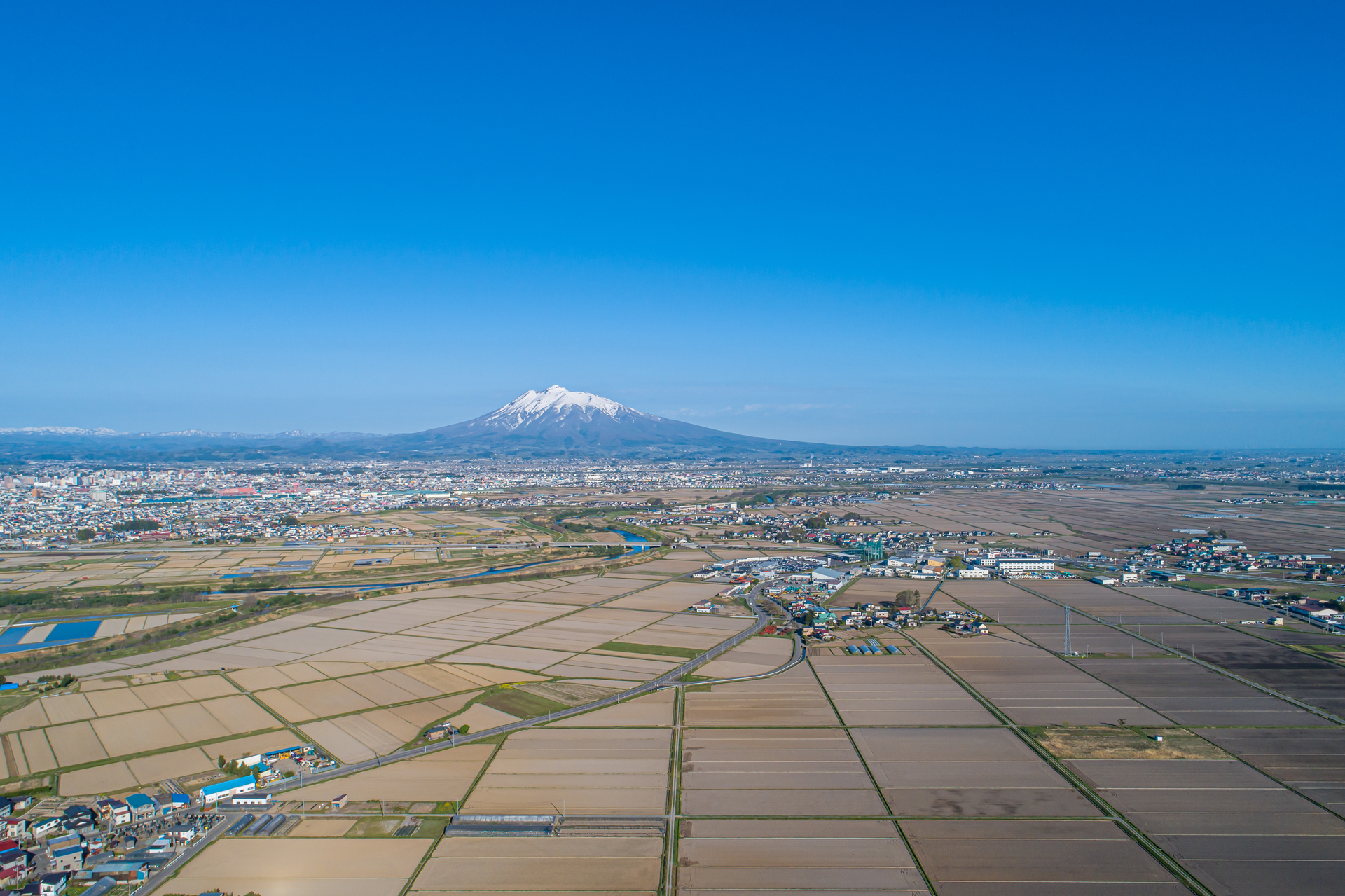
平川市から見た津軽平野と岩木山（2020年5月）

津軽平野（つがるへいや）は、青森県西部、津軽半島南西部にある平野である。南北50km、東西5～20kmと日本でも有数の広さである。
また、演歌歌手千昌夫のヒット曲「津軽平野」（吉幾三の作詞、作曲で吉本人もカバーしている）の曲名でもある。

## 概要

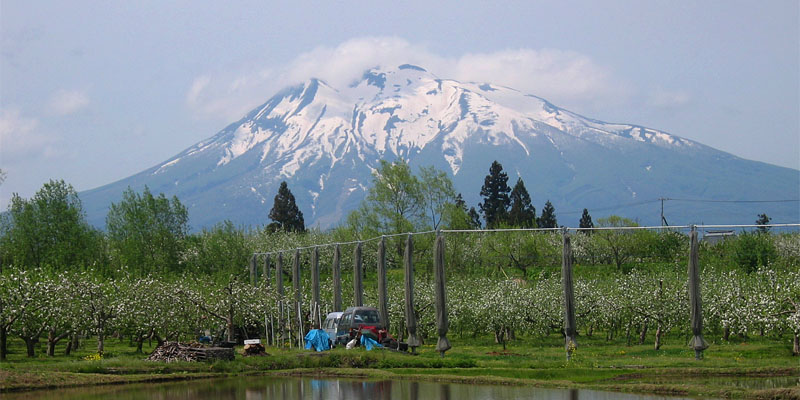
春のリンゴ畑と岩木山（弘前市小沢付近）

岩木川流域に広がる沖積平野で、北西部は日本海に面し、南西部には岩木山を望む。日本海沿岸は七里長浜とよばれ、砂丘地帯の海岸が続く。また、沿岸部には十三湖をはじめ、いくつもの沼や池が点在しており、水田も発達。津軽米の産地となっている。
一方、南部など内陸では、日本最大のリンゴの栽培地であり、至る所にリンゴの果樹園がある。
第三系の基盤の向斜構造を岩木川などが埋めていった構造盆地である。

## 津軽平野に所在する都市
- 弘前市
- 黒石市
- 五所川原市
- つがる市
- 中泊町
- 鶴田町
- 板柳町

など。